# Miramar, Cacahoatán
Miramar är en ort i Mexiko.   Den ligger i kommunen Cacahoatán och delstaten Chiapas, i den sydöstra delen av landet, 900 km sydost om huvudstaden Mexico City. Miramar ligger 1 089 meter över havet och antalet invånare är 288.
Terrängen runt Miramar är kuperad åt sydväst, men åt nordost är den bergig. Runt Miramar är det ganska tätbefolkat, med 179 invånare per kvadratkilometer. Närmaste större samhälle är Cacahoatán, 9,6 km söder om Miramar. I omgivningarna runt Miramar växer i huvudsak städsegrön lövskog.